# Theresa Zabell
Theresa Zabell Lucas, née le 22 mai 1965 à Ipswich (Angleterre), est une femme politique et skipper espagnole.

## Biographie
Theresa Zabell remporte la médaille d'or en 470  aux Jeux olympiques d'été de 1992 avec Patricia Guerra et aux Jeux olympiques d'été de 1996 avec Begoña Vía Dufresne.
Elle est élue députée européenne aux élections européennes de 1999 pour un mandat de cinq ans.
Elle est depuis 2007 vice-présidente du Comité olympique espagnol.